# Špindlerův Mlýn

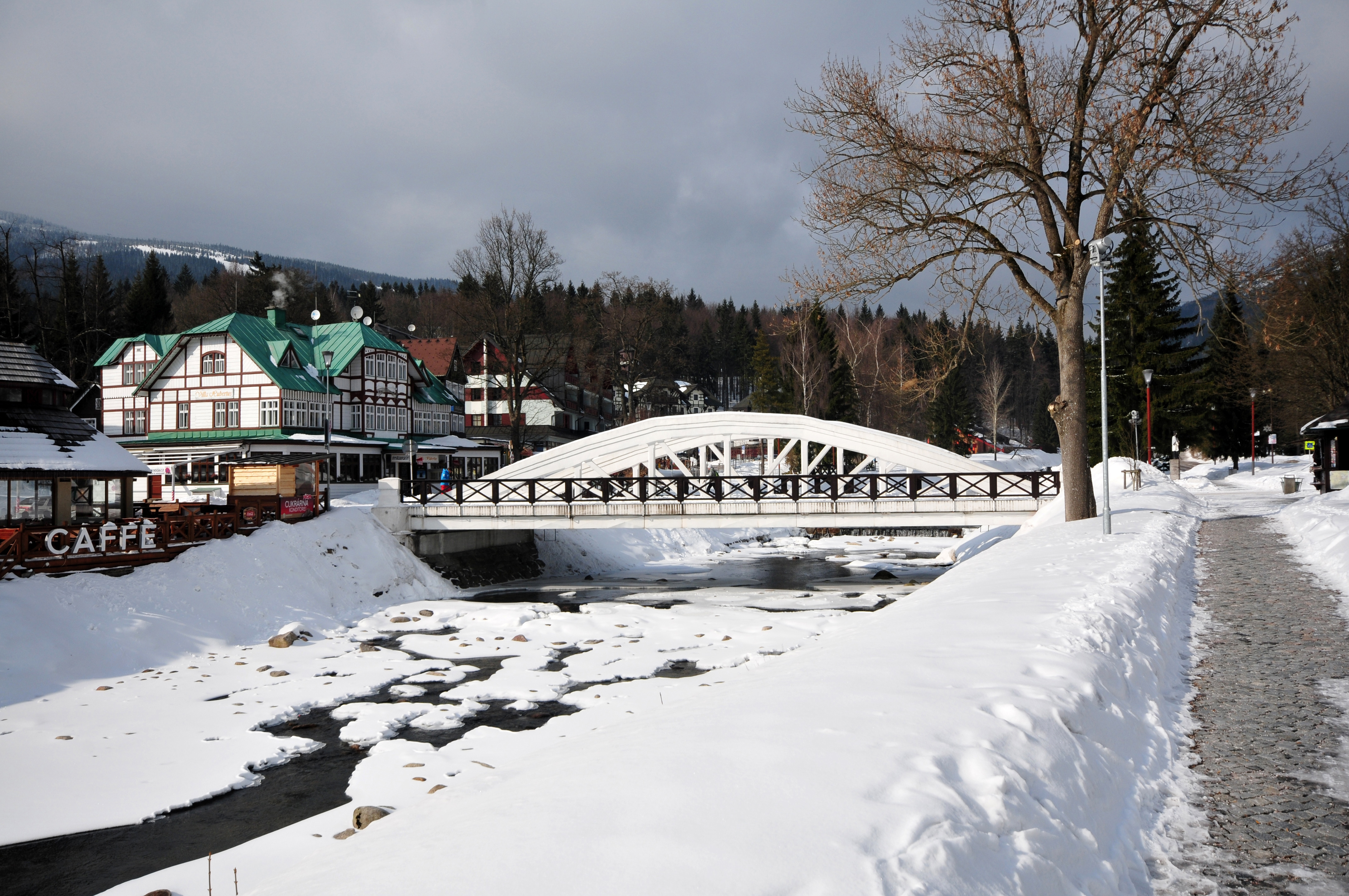

Špindlerův Mlýn [ˈʃpɪndlɛruːv mˈliːn], tyska: Spindlermühle, är en stad i Tjeckien, belägen i Riesengebirge. Namnet betyder "Špindlers kvarn", efter en kvarn som tillhörde familjen Špindler där grannar brukade mötas. 
Idag har orten omkring 1 300 permanenta invånare. Staden är en vintersportort, och många skidsporttävlingar har hållits här, bland annat Vinteruniversiaden 1964 och Världscupen i alpin skidåkning 2018/2019. Strax intill staden finns källan till en av Europas största floder, Elbe.

## Berömda invånare
Författaren Franz Kafka bodde här då han skrev boken Slottet.